# Вейте
Вейте (нід. Weite) — селище в нідерландській провінції Гронінген. Входить до муніципалітету Вестерволде.
Його площа становить 0,32км², а населення станом на 2021 рік складало 55 осіб.
Перша згадка про населений пункт датується 1913 роком.